# Février 1773

## Événements
- 20 février : début du règne de Victor-Amédée III de Sardaigne (1726-1796)[1].

## Naissances
- 9 février : William Henry Harrison, futur Président des États-Unis († 4 avril 1841).
- 14 février : Benjamin Delessert, à Lyon († 1er mars 1847).
- 22 février : Mathieu-Ignace Van Brée, peintre, sculpteur et architecte belge († 15 décembre 1839).